# Jou-sous-Monjou
Jou-sous-Monjou är en kommun i departementet Cantal i regionen Auvergne-Rhône-Alpes i mitten av Frankrike. Kommunen ligger  i kantonen Vic-sur-Cère som ligger i arrondissementet Aurillac. År 2022 hade Jou-sous-Monjou 107 invånare.

## Befolkningsutveckling
Antalet invånare i kommunen Jou-sous-Monjou
Referens:INSEE